# Michael Schade
Michael Schade es un tenor lírico canadiense nacido el 23 de enero de 1965 en Ginebra (Suiza) y criado en Alemania y Canadá.
Canta tanto en recitales, como óperas y oratorios, especialmente en obras de Mozart, Haydn, Bach o Schubert. Vive en Toronto con sus cuatro hijos.
Actúa regularmente en la Canadian Opera Company, la Ópera Estatal de Viena, el Festival de Salzburgo, Metropolitan Opera, Washington Opera, Opéra national de Paris, San Francisco Opera, Ópera de Hamburgo, the Lyric Opera Chicago y Los Angeles Opera en el siguiente repertorio: Dafne, Don Giovanni, Cosí fan tutte, Die Entführung aus dem Serail, Die Zauberflöte, Arabella, Il barbiere di Siviglia, L'elisir d'amore, Die schweigsame Frau y Die Meistersinger von Nürnberg.
En marzo de 2007 fue condecorado por el gobierno de Austria junto a la soprano Adrianne Pieczonka con el título de Kammersänger (cantante de la corte), los primeros dos canadienses en merecer tal distinción.
La grabación de la Pasión según San Mateo de Bach dirigido por Nikolaus Harnoncourt, ganó en la edición de 2002 el Premio Grammy a la mejor interpretación coral.

## Discografía de referencia
- Bach: St. John Passion. (Evangelista), Helmuth Rilling, 1996.
- Bach: St. Matthew Passion. (Evangelista), Nikolaus Harnoncourt, 2001.
- Bach: St. Matthew Passion. (Evangelista), Helmuth Rilling, 1994.
- Beethoven: Fidelio. (Jacquino), Sir Colin Davis, 1995.
- Beethoven: Leonore. (Jacquino), John Eliot Gardiner.
- Haydn: Orlando Paladino. Nikolaus Harnoncourt , 2006.
- Haydn: Die Schöpfung. Nikolaus Harnoncourt.
- Haydn: Die Schöpfung. John Eliot Gardiner, 1995.
- Haydn: Die Schöpfung. Helmuth Rilling, 1993.
- Haydn: Missa Sancti Nicolai, Theresienmesse. Trevor Pinnock.
- Mahler: Das Lied von der Erde. Violeta Urmana, Pierre Boulez.
- Mendelssohn: Elias. (Elijah), Helmuth Rilling, 1994.
- Mendelssohn: Paulus. Helmuth Rilling, 1994.
- Mozart: Così Fan Tutte. Riccardo Muti (DVD)
- Mozart: Don Giovanni. Riccardo Muti (DVD)
- Mozart: La Clemenza Di Tito. Nikolaus Harnoncourt (DVD Salzburg Festival).
- Mozart: Die Zauberflöte. (Tamino), John Eliot Gardiner, 1995.
- Mozart: Requiem. Claudio Abbado, 1999.
- Schubert: Die Schöne Müllerin. Malcolm Martineau, piano, 2005.
- Schubert: Nachtgesang im Walde. (tenor solista), Guido Manzonis, 1997.
- Schubert: An 1827 Schubertiade, Complete Songs. Graham Johnson, piano.
- Schubert: 1817-1821, Complete Songs. Graham Johnson, piano.
- R. Strauss: Dafne. Semyon Bychkov, 2005.
- Sullivan: H.M.S. Pinafore. (Ralf Rackstraw), Sir Charles Mackerras, 1994.
- Verdi: Otello. (Roderigo), Myung Whun Chung, 1993.
- Verdi: Requiem. Nikolaus Harnoncourt, 2005.
- Wagner: Die Meistersinger von Nürnberg. (Kunz Vogelgesang) , Wolfgang Sawallisch, 1993.